# Тшцянек
Тшцянек (пол. Trzcianek) — село в Польщі, у гміні Ринськ Вомбжезького повіту Куявсько-Поморського воєводства.
Населення — 156 осіб (2011).

## Демографія
Демографічна структура станом на 31 березня 2011 року:
|          | Загалом | Допрацездатний вік | Працездатний вік | Постпрацездатний вік |
| -------- | ------- | ------------------ | ---------------- | -------------------- |
| Чоловіки | 67      | 12                 | 43               | 12                   |
| Жінки    | 89      | 17                 | 47               | 25                   |
| Разом    | 156     | 29                 | 90               | 37                   |